# ترکسلرتاون (پنسیلوانیا)
ترکسلرتاون (به انگلیسی: Trexlertown) یک منطقهٔ مسکونی در ایالات متحده آمریکا است که در شهرستان له‌های، پنسیلوانیا واقع شده‌است. ترکسلرتاون ۱٬۹۸۸ نفر جمعیت دارد و ۱۲۱٫۰۱ متر بالاتر از سطح دریا واقع شده‌است.